# Валгре, Раймонд
Ра́ймонд Ва́лгре (эст. Raimond Valgre; до 1937 Ра́ймонд Ти́йзель (эст. Raimond Tiisel); 7 октября 1913, Рейзенберг, Ревельский уезд, Эстляндская губерния, Российская империя — 31 декабря 1949, Таллин, Эстонская ССР) — эстонский композитор, автор эстрадных песен.

## Биография
Родился в деревне Рейзенберг возле мызы Ной-Рейзенберг в Ревельском уезде Эстляндской губернии Российской империи. Его отец был сапожником; мать родилась в Ляэне-Вирумаа, неплохо владела немецким и русским языками, немного играла на фортепиано. По её настоянию вместо нравившейся ему скрипки Раймонд стал обучаться игре на пианино. Первые уроки мальчик получил в Пайде у учителя музыки Пертеля, затем обучение продолжилось в Рапла.
Бо́льшая часть жизни Раймонда Валгре прошла в Таллине, куда он переехал после окончания школы. Поступил в основанную в 1915 году Таллиннскую государственную общетехническую гимназию на строительное отделение, которое окончил в 1930 году. Но работа по специальности не привлекала Валгре, росло его увлечение музыкой, и особенно джазом. Занимался у пианиста, бывшего профессора Санкт-Петербургской консерватории Теодора Лемба. Его любимым певцом и кумиром до конца жизни был Бинг Кросби. После гимназии Раймонд был призван на военную службу и 11 месяцев прослужил в инженерном батальоне Эстонской армии.
Вместе с друзьями-музыкантами слушал пластинки Луи Армстронга, Бенни Гудмана, Дюка Эллингтона. Работал в ресторанах, играл на фортепиано, аккордеоне, гитаре, на ударных инструментах, а также, обладая приятным тенором, пел. В 1933 году Раймонд написал свою первую в жизни песню — «Блондинка Александра». Позже вышло 12 его песен из цикла «15 минут с Deddy» и в их числе ставшие популярными «Я надеюсь, что это переживу», «Спокойной ночи».
Самым счастливым временем его жизни были довоенные дни 1939—1940 годов, проведённые в Пярну. Летом 1939 года в Пярну им была написана одна из самых красивых его мелодий — «Сказка в музыке» (I Hear a Little Story in the Music), чему способствовало его увлечение Алис Фейлетт, образованной и красивой девушкой, получившей на одном из конкурсов красоты титул «Мисс Пярну» (она написала английские тексты нескольких песен Валгре; им пришлось расстаться из-за эмиграции семьи Алис в Германию). В этом же городе он выступал как пианист в составе танцевального оркестра Merry Swings в легендарном ресторане «Раннахооне» («Rannahoone»). В Таллине он играл в ансамбле ресторана Драматического театра, в ресторанах «Астория», «Максим», «ОК», в Тарту — недолгое время — в баре «Синимандрия».
Летом 1941 года был мобилизован в Красную Армию. Поначалу ему пришлось служить в суровых условиях Архангельска и Чебаркуль. В марте 1942 года он стал участником музыкального ансамбля в составе 8-го Эстонского стрелкового корпуса, в 1944 году был избран в Большой джазовый оркестр армии в Нарве. Во время войны им были написаны мелодии «Скоро я вернусь к тебе», «Серая солдатская шинель», «Тартуский марш», «Нарвский вальс», «Марш 917-го полка», «Песня о Ленинграде» и др.. Тогда же они стали очень популярны.
В 1944 году, демобилизовавшись в звании сержанта, Валгре поступил в Таллинскую консерваторию на отделение фортепиано, в 1945 году — на отделение композиции, но вскоре был исключён из списков студентов. В послевоенный период им было написано много песен, однако не все они в то время дошли до слушателя. Джаз, модные западная и американская музыка попадали в чёрный список, а с ними и многие мелодии Валгре. При жизни Раймонда Валгре не было выпущено ни одной его пластинки. В последние годы жизни он играл в основном в пивных барах.
После войны музой Валгре стала Нина Николаевна Васильева (род. 1 февраля 1923), в будущем — английский филолог, с которой он познакомился в Ленинграде в 1944 году, где его ансамбль выступал с концертами и играл на радио. Там родилась мелодия «Только ты, Нина», к которой позднее были написаны и слова. Раймонд плохо говорил по-русски, поэтому они с Ниной общались на английском языке, а после его возвращения в Эстонию переписывались.
В 1946—1947 годах Валгре играл в джаз-оркестре Таллинского дома молодёжи. В 1948 году он недолгое время учился на семинаре Союза композиторов для молодых начинающих композиторов.
Война разрушила жизнь Раймонда Валгре. Он очень переживал, что пропала его сделанная в Англии гитара, которую он до войны приобрёл за большие деньги; позже у него украли итальянский аккордеон. Стал впадать в депрессию, злоупотреблять алкоголем, хотя до войны был практически трезвенником. К концу 1949 года когда-то элегантный молодой человек превратился в опустившегося человека, выглядевшего намного старше своих лет. Мать, которая любила его больше других своих детей, и с которой до войны у него были очень нежные отношения, стыдилась того, кем стал её старший сын. Раймонд Валгре умер 31 декабря 1949 года, спустя несколько дней после сильной травмы спины, в психиатрической больнице Сеэвальди. В октябре 1949 года он написал свою последнюю мелодию — «Последний вальс».
Похоронен на таллинском кладбище Метсакальмисту.

### Семья
- Отец — Йоханнес Тийзель (Johannes Tiisel, 1888—1959).
- Мать — Линда-Элизабет Тийзель (Linda Elisabeth Valgre, 1888—1968), урожденная Коммусаар (Kommussaar). Поменяла фамилию на Валгре вместе с детьми в 1937 году. Последние годы её жизни прошли в Таллине на улице Фельмани.
- Сестра — Эви Тийзель (Eevi Valgre, 1916—?)
- Брат — Куно-Энн Тийзель (Kuno Enn Valgre, 1918—1987). В начале Второй мировой войны был призван в немецкую армию, приговорён к 4,5 годам тюрьмы за самоповреждение. Сидел в Таллинской центральной тюрьме, откуда смог освободиться в сентябре 1944 года в результате беспорядков, вызванных наступлением Красной армии. Затем был арестован НКВД, осуждён по 58-й статье и в мае 1945 года отправлен в Норильский лагерь, откуда освободился 8 декабря 1952 года[14].

## Творчество
Ноты своей первой песни «Блондинка Александра» («Blond Aleksandra») Валгре опубликовал под псевдонимом Г. Дизель (G. Diesel) в 1933 году в издании «Modern Lööklaulud» («Современные популярные песни»). Всего Валгре написал около ста песен и инструментальных произведений. Тексты песен написаны в основном на эстонском, а также немецком, английском и русском (в 1940-х годах) языках. Во время войны русские тексты к песням ему помогали сочинять однополчане.
Всплеск интереса к музыке Валгре начался в Советском Союзе в 1960-х годах. Его песню (I Hear) A Little Story in the Music («Одна маленькая история в этой музыке») армянская джазовая певица Татевик Оганесян включила в свой альбом «Дневные мечты», выпущенный фирмой «Мелодия» в 1986 году.
Валгре является автором мелодии «Сааремааского вальса» (автор текста — Дебора Вааранди), ставшего самой популярной и любимой из исполнявшихся Георгом Отсом песен на эстонском, финском и русском языках. Уже после восстановления государственной независимости Эстонии в 1991 году и последовавшим за этим отвержением всего советского популярности песне не убавило присутствие в ней строчки «…ты молоденький воин с золотой звездой» («…kuldtärniga nooruke sõjamees sa») — песня продолжает звучать в радиоэфире, телевизионных передачах, караоке-клубах и на танцплощадках.
В 2001 году известный гитарист Франсис Гойя записал успешный инструментальный альбом «Pleased to Meet You Mr. Valgre» («Приятно познакомиться, мистер Валгре»), включающий 12 мелодий композитора. Ведущие проходившего в Эстонии конкурса песни «Евровидение-2002» Аннели Пеэбо и Марко Матвере в антракте исполнили песню Валгре «Маленькая история в музыке».
В 2010 году и в марте 2013 года музыка Раймонда Валгре звучала в цикле передач «Территория Веры» («Радио России», Санкт-Петербург).
В 1988 году был основан «Фестиваль Раймонда Валгре», с 1998 года в Тартуской школе Карлова проводится «Культурная неделя Раймонда Валгре», с 2002 года летом в Пярну проходит традиционный музыкальный фестиваль «Поклон Валгре» («Kummardus Valgrele»), где известные музыканты исполняют написанные им произведения.
Раймонд Валгре является одним из самых известных и популярных эстонских композиторов, песни которого стали народными. Его музыка звучит в нескольких эстонских фильмах.
Вошёл в составленный в 1999 году по результатам письменного и онлайн-голосования список 100 великих деятелей Эстонии XX века.

### Песни и инструментальные произведения
- Aastaajad («Времена года») 1947
- Aasta uus («Новый год») 1944
- Aegviidu valss («Аэгвийдуский вальс») 1945
- Ah, nii rahutu mu süda («Ах, так беспокойно моё сердце») 1936
- Alati sinuga, Niina («Всегда с тобой, Нина») 1944
- Armastus, suudlus, kuuvalgus (Ilus neid) («Любовь, поцелуй, лунный свет») 1933
- Bei dir, mein Liebling 1934
- Blond Aleksandra («Блондинка Александра») 1933
- Deddy, mil kingid kord südame mul («Дэдди, когда ж ты подаришь мне сердце») 1935
- Eideke hella («Ласковая матушка») 1944
- Eerika («Эрика») 1943
- Ei suutnud oodata sa mind («Ты не смогла меня дождаться») 1943
- Ei tea («Не знаю»)
- Hall sõdurisinel («Серая солдатская шинель») 1943
- Helmi («Хельми») 1934
- Hääd ööd, hääd ööd («Спокойной ночи, спокойной ночи») 1934
- Iisrael swing. Juuli («Израильский свинг. Июль») 1944
- Joogilaul (Ma võtan viina) («Застольная» («Я выпью водки»)) 1947
- Kas mäletad veel («Помнишь ли ещё») 1940
- Kaunim neid («Красивей всех») 1947
- Keset hoogsat tantsuringi («Посреди оживлённого танцзала») 1948
- Kevadmõtted (Süda, mil rahuned sa) («Весенние мысли» («Сердце, когда ж ты успокоишься») 1946
- Kevad südames («Весна в сердце») 1947
- Kirjake koju («Письмецо домой») 1935
- Kui sul valutab mõnikord süda («Если у тебя иногда болит сердце») 1935
- Kui taevas on kuu (Suuskadel) («На лыжах» («Когда в небе луна»)) 1947
- Laul Leningradist («Песня о Ленинграде»)
- Lehmalugu («История коровы»)
- Lohutab mind mu bajaan (Laulan trallalallala) («Утешает меня мой баян» («Я пою тра-ля-ля»)) 1947
- Läbi saju («Сквозь дождь») 1948
- Ma loodan, et saan sellest üle («Я надеюсь, что это переживу»)
- Ma olen liig halb («Я слишком плохой») 1947
- Meie polk («Наш полк») 1943/44
- Miks räägid truudusest, kui sul on keegi teine («Зачем говоришь о верности, когда у тебя есть другой»)
- Mixed colors red and blue 1945
- Muinaslugu muusikas (известна в английском переводе как англ. I Hear a Little Story in the Music; «Сказка в музыке», в русском варианте «Одна маленькая история в этой музыке»)
- Meloodia (Meeles mul see melody) («Мелодия» («У меня есть мелодия»)) 1934
- Mir gibts im Leben keine Stunde («У меня нет ни часа») 1934
- Mul meeles veel (Ei õnnelik võin olla ma) («В мой памяти ещё») 1934
- Naine, kes ei armu («Женщина, которая не влюбляется») 1946
- Narva valss («Нарвский вальс») 1944
- Neeiukene Toomemäelt (Tartu valss) «Девчушка с Тоомемяэ» («Тартуский вальс») 1944
- Noorte marss («Марш молодых») 1947
- Näkineid (Kolm kalameest/Kaluri valss) («Русалки» («Три рыбака»/«Вальс рыбака»)) 1947
- Näljane saksofon («Голодный саксофон»)
- Oh, mein(e) Deddy («О, моя Дэдди») 1934
- On kevad tulnud taas («И вновь пришла весна») 1946
- Otsisin täid («Я вас искал») 1943
- Peagi saabun tagasi su juurde («Скоро я вернусь к тебе») 1943
- Puujala Fritz («Фриц-деревянная нога») 1943/44
- Pärnu ballaad («Пярнуская баллада») 1945
- Pühapäev Kadriorus («Воскресенье в Кадриорге») 1946/47
- Riina («Рийна»)
- Saabund aeg, et sul ütlen hääd ööd («Пришло время пожелать тебе спокойной ночи») 1937
- Saaremaa polka («Сааремааская полька») 1949
- Saaremaa valss («Сааремааский вальс») 1949
- Sa eile ütlesid «jaa» («Ты вчера сказала „да“») 1949
- Sa ütled mulle «päikene»
- See, keda armastasin, kuulub teisele («Та, которую любил, принадлежит другому») 1945/46
- Sind täna tervitan («Тебя приветствую сегодня») 1943
- Sinilind («Синяя птица») 1940
- Spring meens love but not for me 1945
- Su silmist näen ma igal öösel und 1949
- Suveöö serenaad (Sõdurite serenaad) («Серенада летней ночи» («Солдатская серенада»)) 1946
- Suudle mind («Поцелуй меня») 1935
- Suudlus kuuvalgel («Поцелуй при лунном свете») 1935
- Sweet heart, beautiful sweet heart 1934
- Talverõõmud («Зимние радости») 1947
- Tarantella («Тарантелла») 1944
- Tartu marss («Тартуский марш») 1943
- Tratty serenaad («Серенада Тратти») 1947
- Tšebarkul («Чебаркуль») 1942
- Tiiu, Tiiu («Тийу, Тийу») 1949
- Unelmate tänav (Nõmme linnas) («Улица мечты» («В городе Нымме»)) 1936/37
- Vaid oma laule ma võin sulle kinkida («Я могу подарить тебе только свои песни»)
- Vaid sina, Niina («Только ты, Нина») 1945/46
- Vaid sulle kuulub mu süda («Только тебе принадлежит моё сердце») 1946
- Valged ööd («Белые ночи») 1946
- Veel viivuks jää («Останься ещё на мгновенье») 1934
- Viimne valss («Последний вальс») 1949
- Viljandi serenaad («Вильяндиская серенада»)
- Võin ma teid täna saata koju? («Можно мне сегодня вас проводить?»)
- Was fang' ich an mit meinem grossen Leid  1934
- Õige valik (известна в английском переводе как англ. Snowflakes, «Снежинки») 1940
- Õige õnn («Правильное счастье») 1949
- Üksi (Unelm mulle armastus on) («Один» («Любовь — моя мечта»)) 1935

## Увековечение памяти
- 1988 — памятная доска в Рапла на доме по адресу Таллинское шоссе 9, где в 1920-х годах жил Валгре[19].
- 2003 — памятник в Пярну рядом с Курзалом (скульптор Райт Пярг (Rait Pärg))[20].
- 2010 — «Комната Валгре» в Рапласком культурном центре[21].
- 2013 — Банком Эстонии выпущена памятная монета, Эстонской почтой — марка и открытка, приуроченные к 100-летию со дня рождения композитора[22].
- 2014 — памятная скамья в Рийзипере[23].
- 2018 — памятная доска в Таллине по адресу улица Вене 7[24].

### Кино
- В 1976 году студией «Eesti Telefilm» был снят музыкально-документальный фильм «Навеки Ваш» («Igavesti Teie»), режиссёр Мати-Юри Пылдре (Mati-Jüri Põldre), продолжительность 56:48. В основу фильма легли почти 400 писем Раймонда Валгре Нине Васильевой. О Валгре вспоминают его друзья и знакомые, родные и сама Нина. В фильме использовано множество рисунков художников того времени и архивных материалов[25].
- О жизни Раймонда Валгре в 1992 году был снят двухсерийный художественный фильм «Эти старые любовные письма»[26] (режиссёр Мати Пыльдре, автор сценария Александр Бородянский), демонстрировавшийся на телеканале «Россия 1». В основе фильма — биография Раймонда Валгре, охватывающая период с 1939 года по день его смерти в канун Нового 1950 года.

### Театр
В 1989 году таллинский Молодёжный театр поставил пьесу о жизни и музыке Раймонда Валгре «Зов белой дороги» («Valge tee kutse»). Главную роль исполнил Сулев Луйк.

### Книги
- Веебер Наталья. Раймонд Валгре: недосказанная легенда. — Tallinn: Aleksandra, 2010. — 160 c. ISBN 9789985996041.

В книге опубликован рукописный факсимильный вариант автобиографии Раймонда Валгре на английском языке «My life story» (с. 119—140).
- Jaak Ojakäär. Raimond Valgre legend // Tuntud & tundmatu. — Tallinn: Tea kirjastus, 2010. — 200 c. ISBN 9789949240029.

Книга из эстонской серии «Знакомые и незнакомые» содержит множество фотографий и детальное описание жизни Раймонда Валгре с рождения до смерти, основанное на его письмах, воспоминаниях его друзей и знакомых, газетных публикациях.